# Synagoge Beith-Schalom

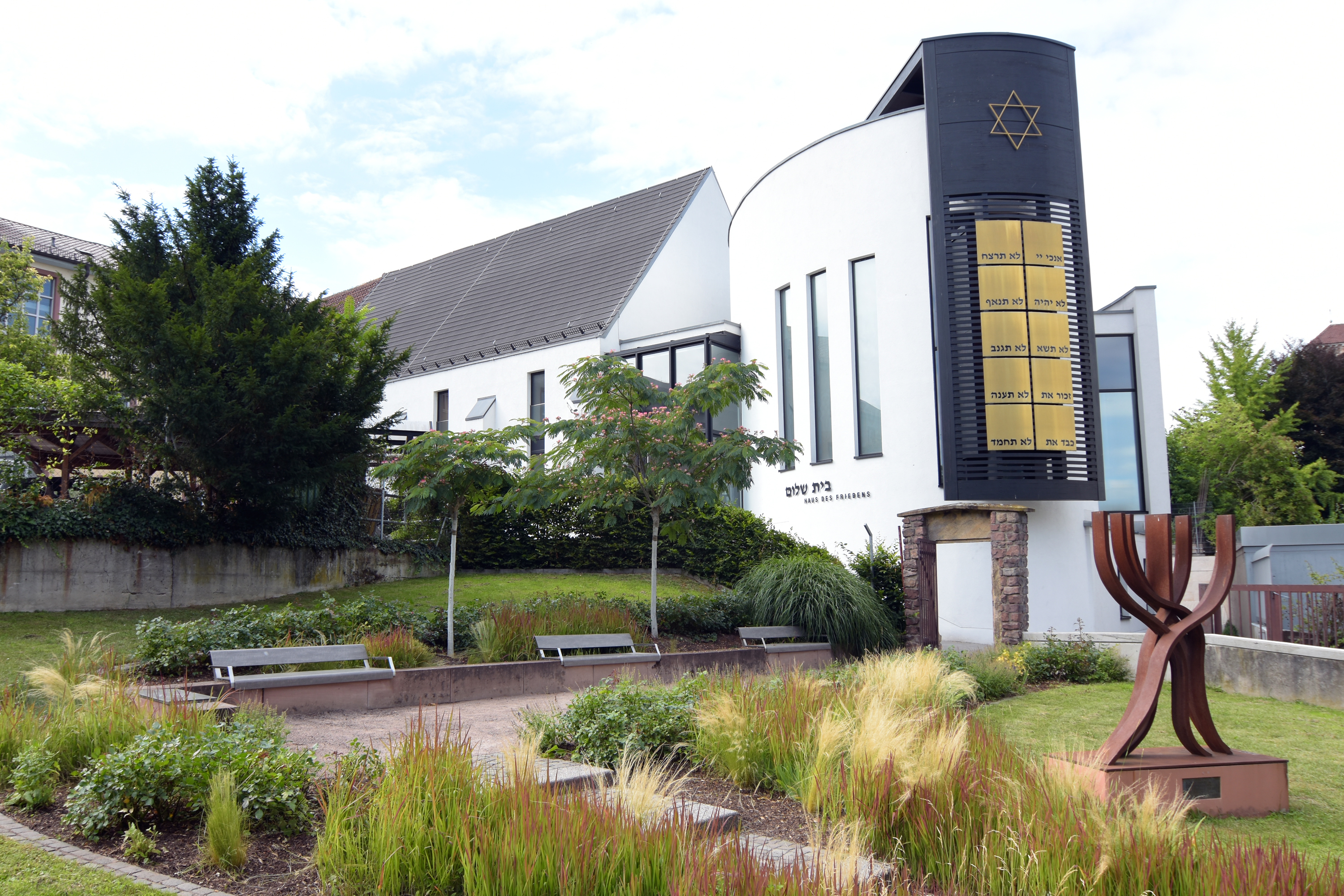
Die Synagoge Beith-Schalom von Norden, rechts der neue elliptische Gebetsraum, links das Gemeindezentrum in der ehemaligen Hallenkirche St. Guido. Im Hintergrund das Gebäude des Landesbetriebes Mobilität.

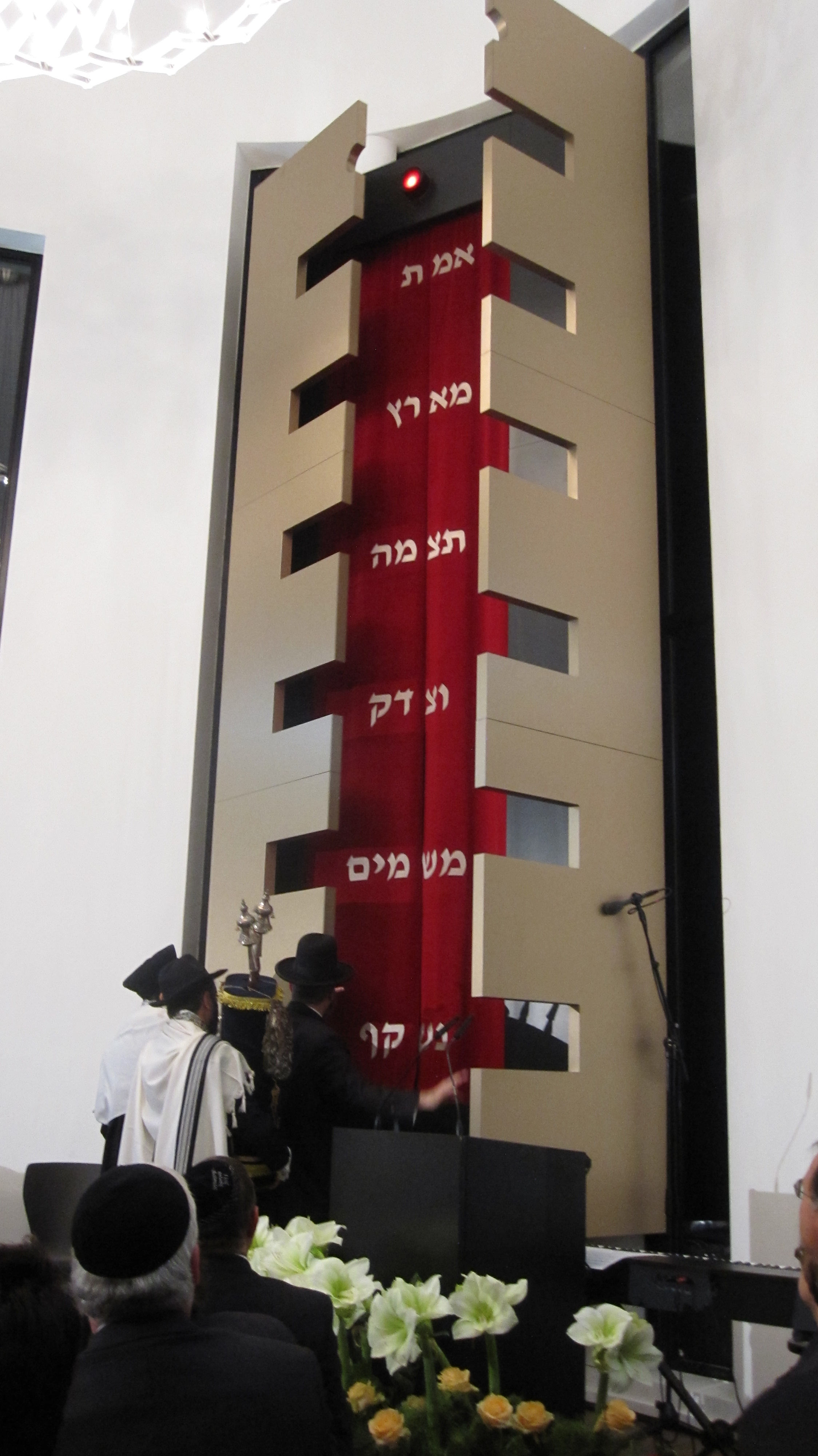
Einweihung durch erstmaliges Einlegen der Tora in den Toraschrein, der hier geöffnet wird. Auf dem Vorhang ist zu lesen: „Wahrheit entsprießt dem Boden und Gerechtigkeit blickt vom Himmel“. Oben das ewige Licht Ner Tamid

Die Synagoge Beith-Schalom (hebräisch בית שלום, deutsch „Haus des Friedens“) ist seit 9. November 2011 die Speyerer Synagoge und das Gemeindezentrum der Jüdischen Kultusgemeinde der Rheinpfalz. Es ist die insgesamt vierte Synagoge seit dem Bestehen von jüdischen Gemeinden in Speyer.

## Grundsteinlegung und Einweihung
Bei der Grundsteinlegung 2008 – 70 Jahre nach der Zerstörung der vorherigen Speyerer Synagoge in der Reichspogromnacht vom 9. November 1938 – erklärte der damalige Geschäftsführer der Gemeinde, Manfred Ehrlich, der Neubau solle ein Zeichen für die Rückkehr jüdischen Lebens in der Domstadt sein. 
Die eigentlichen Bauarbeiten begannen im Herbst 2009 und dauerten bis kurz vor dem Eröffnungstermin am 9. November 2011 an.
Der für etwa 3,5 Millionen Euro errichtete Bau ist teils ein Neubau, nämlich der eigentliche Synagogenraum, teils greift das Gemeindezentrum mit Versammlungsräumen, Seminarräumen, Büros und einer Übernachtungsgelegenheit für den Rabbiner auf sanierte und neu gegliederte Teile der ehemaligen Stiftskirche St. Guido zurück. Die Kosten wurden von der Gemeinde, dem Land Rheinland-Pfalz und der Stadt Speyer getragen.
Die Synagoge wurde am 9. November 2011 feierlich eingeweiht. Der Vorsitzende der Gemeinde, Israel Epstein, konnte zur Einweihung den Bundespräsidenten Christian Wulff, den Ministerpräsidenten von Rheinland-Pfalz, Kurt Beck, den Oberbürgermeister der Stadt Speyer, Hansjörg Eger, den Präsidenten der Konferenz Europäischer Rabbiner, Pinchas Goldschmidt, den katholischen Bischof von Speyer, Karl-Heinz Wiesemann, und den Kirchenpräsidenten der Pfalz, Christian Schad, begrüßen. Eine Brücke zur alten Gemeinde schlug die Teilnahme des mittlerweile 80-jährigen mit Gattin aus den USA angereisten Jack Mayer an der Synagogeneinweihung. Mayer, 1930 in Speyer geboren, war im Frühjahr 1938 zusammen mit seiner Mutter und dem älteren Bruder vor der immer vehementer werdenden Judenverfolgung der Nationalsozialisten in die USA geflohen.
Die Synagoge wurde zur biblischen Synagoge durch feierliches Einstellen der Tora in den Toraschrein. Der Architekt Alfred Jacoby übergab der Gemeinde die Schlüssel.
Neben der Jüdischen Kultusgemeinde der Rheinpfalz gab es in Speyer eine zweite jüdische Gemeinschaft, die Jüdische Gemeinde Speyer e. V., deren Vorsitzende Juliana Korovai vor der Einweihung anfragte, welche Räume ihr Verein in der Synagoge zur Nutzung bekäme. Zwischen beiden Gemeinschaften bestand ein langjähriger Streit, da die Kultusgemeinde Korovais Verein nicht als jüdische Gemeinde anerkennt. Anlässlich der Einweihung betonte Korovai, „dass die Kultusgemeinde der Rheinpfalz nicht für alle Speyerer Juden sprechen kann“ und kritisierte, dass ihr Verein von der Nutzung der Synagoge ausgeschlossen wurde und niemand aus ihrem Verein zur Einweihung eingeladen worden war.
Salomon Korn, der Vizepräsident des Zentralrats der Juden in Deutschland, betonte anlässlich der Einweihung in einem Radiointerview, dass in der „medialen Aufblähung“ von Synagogenbauten ein Zeichen nach wie vor fehlender Normalität liege.

## Gestaltung
Der eigentliche Sakralraum ist als Ellipse schräg auf das östliche Fundament der alten Hallenkirche aufgesetzt. Der erhaltene Hauptteil der Hallenkirche wurde zum Gemeindezentrum umgebaut.
Das Eingangsportal weist in nordwestlicher Richtung auf die benachbarte Friedenskirche St. Bernhard, die der Aussöhnung zwischen Deutschland und Frankreich gewidmet wurde. 
Die Fenster um den Toraschrein im südwestlichen Ende der Ellipse weisen in Richtung des Speyerer Doms. 
Bei der Einweihung erklärte Architekt Alfred Jacoby: „Der Bau selbst widerspiegelt die Idee dieses Dialogs, denn er ist ab heute eine Verbindung zwischen der ehemaligen Kirche St. Guido und der neuen Synagoge Beith-Schalom - Haus des Friedens. Wenn man hier am Weidenberg steht, einem der ältesten Plätze der Stadt, begreift man aber auch, dass man optisch mit dem Speyerer Salierdom und mit der Versöhnungskirche St. Bernhard, die nach Frankreich orientiert ist und 1954 eingeweiht wurde, in Blickbeziehung steht. ... Diese Synagoge soll das Spannungsfeld, in dem Juden hier lebten und leben, bewusst machen. Angefangen von Salierdom bis hin zur Versöhnungskirche, die die Speyerer nach dem furchtbaren Krieg erbaut haben. Heute ist der Tag an dem sich Speyer seiner Geschichte erneut stellt.“
Auf dem roten Stoff des Vorhangs des Toraschreines ist in hebräischer Schrift der Psalmvers „Wahrheit entsprießt dem Boden und Gerechtigkeit blickt vom Himmel“ (Ps 85,12 ) aufgebracht. Diese Schrift ist durch Aussparungen in den beiden Flügeln des Toraschrankes auch bei geschlossenen Türen lesbar. 
In der Mitte der Decke, die wie die Wände in Weiß gehalten ist, ist ein viereckiges Dachfenster, der Architekt nannte es ein Portal zum Himmel, in dessen Mitte ein Davidstern angebracht ist. Die Sitzbänke mit 110 Plätzen sind entlang der Längsbögen der Ellipse in Doppelreihen angeordnet.
Während der Gebetszeremonie wird die heilige Tora aus dem Schrein ausgehoben und auf die Bima, das Lesepult, gelegt. Wie in den traditionellen aschkenasischen Synagogen, deren Traditionen in den SchUM-Städten Speyer, Worms und Mainz wesentlich begründet wurden (wie auch in den neueren Synagogen Mannheim oder Recklinghausen), befindet sich die Bima in der Mitte des Innenraums.

## Baugeschichte
Die Baukosten stiegen von geschätzten 2,5 Millionen auf 3,5 Millionen Euro. Als Ursachen dafür wurden / werden genannt zum einen eine Erweiterung des Bauprogrammes (einschließlich der Verlagerung der Gemeindeverwaltung von Neustadt nach Speyer) und entsprechende Planänderungen, und zum anderen Schwierigkeiten mit der Bausubstanz.

## Fotografien von der Einweihung

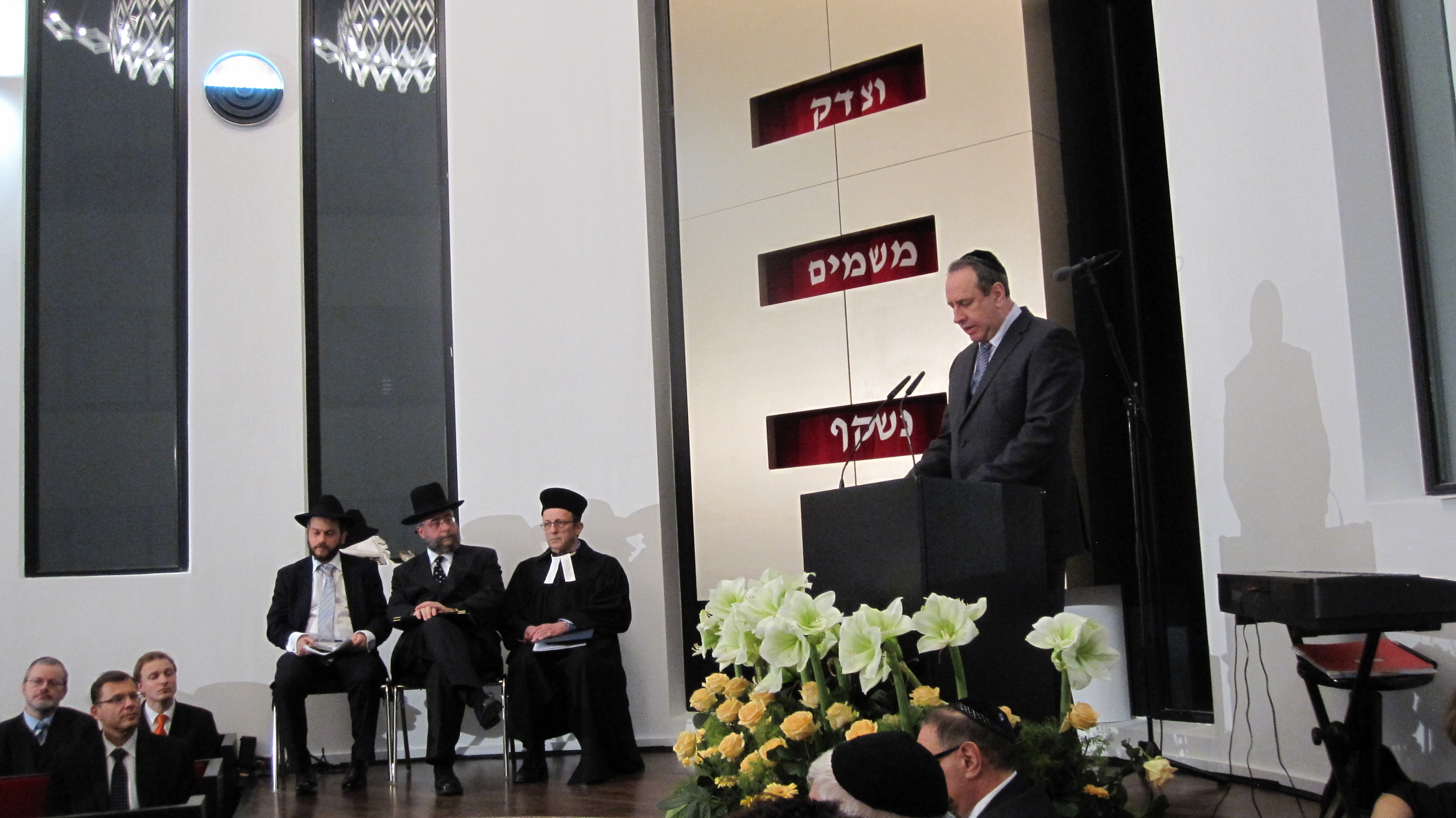
Israel Epstein, Vorsitzender der Jüdischen Kultusgemeinde der Rheinpfalz
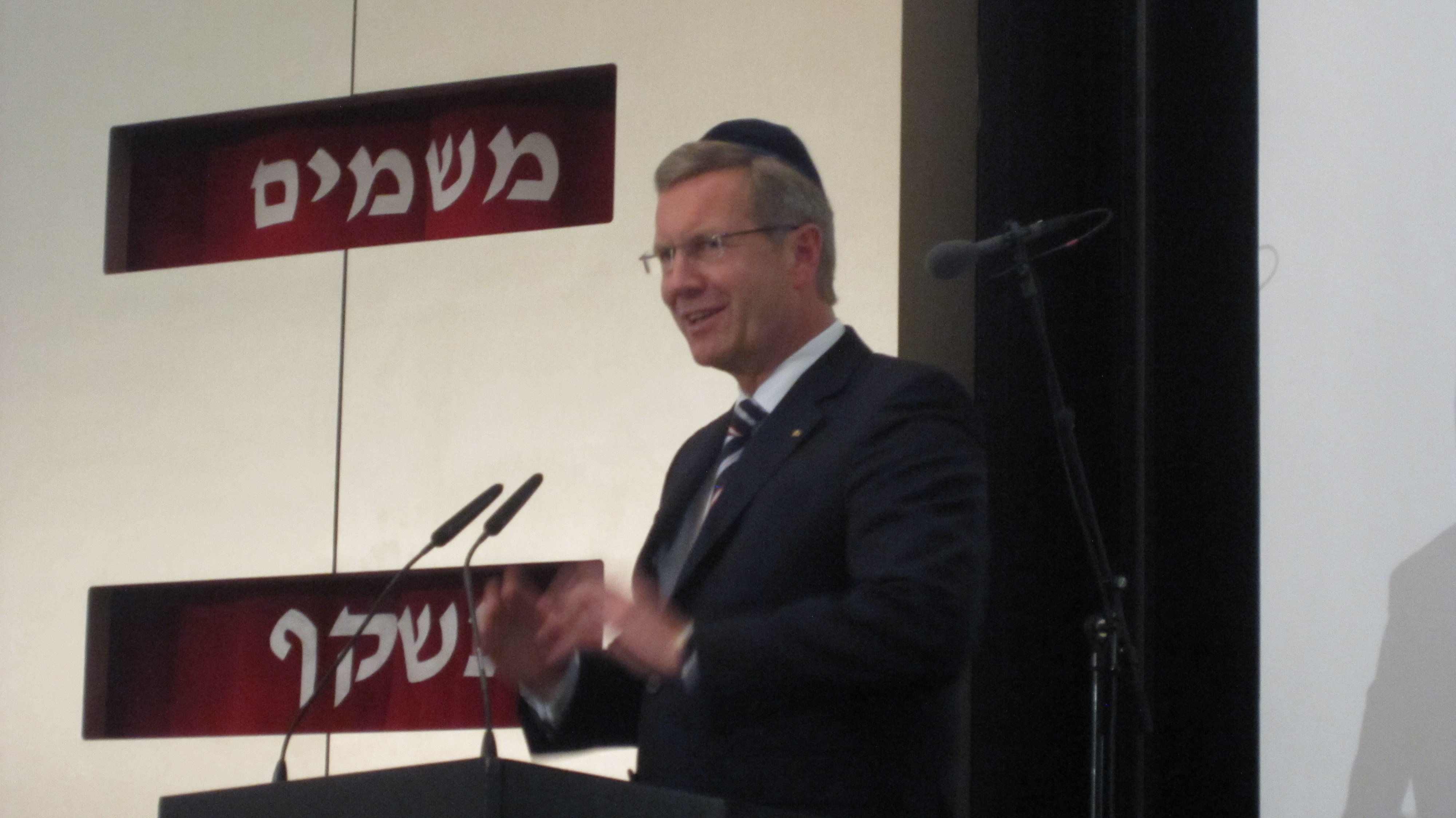
Bundespräsident Christian Wulff
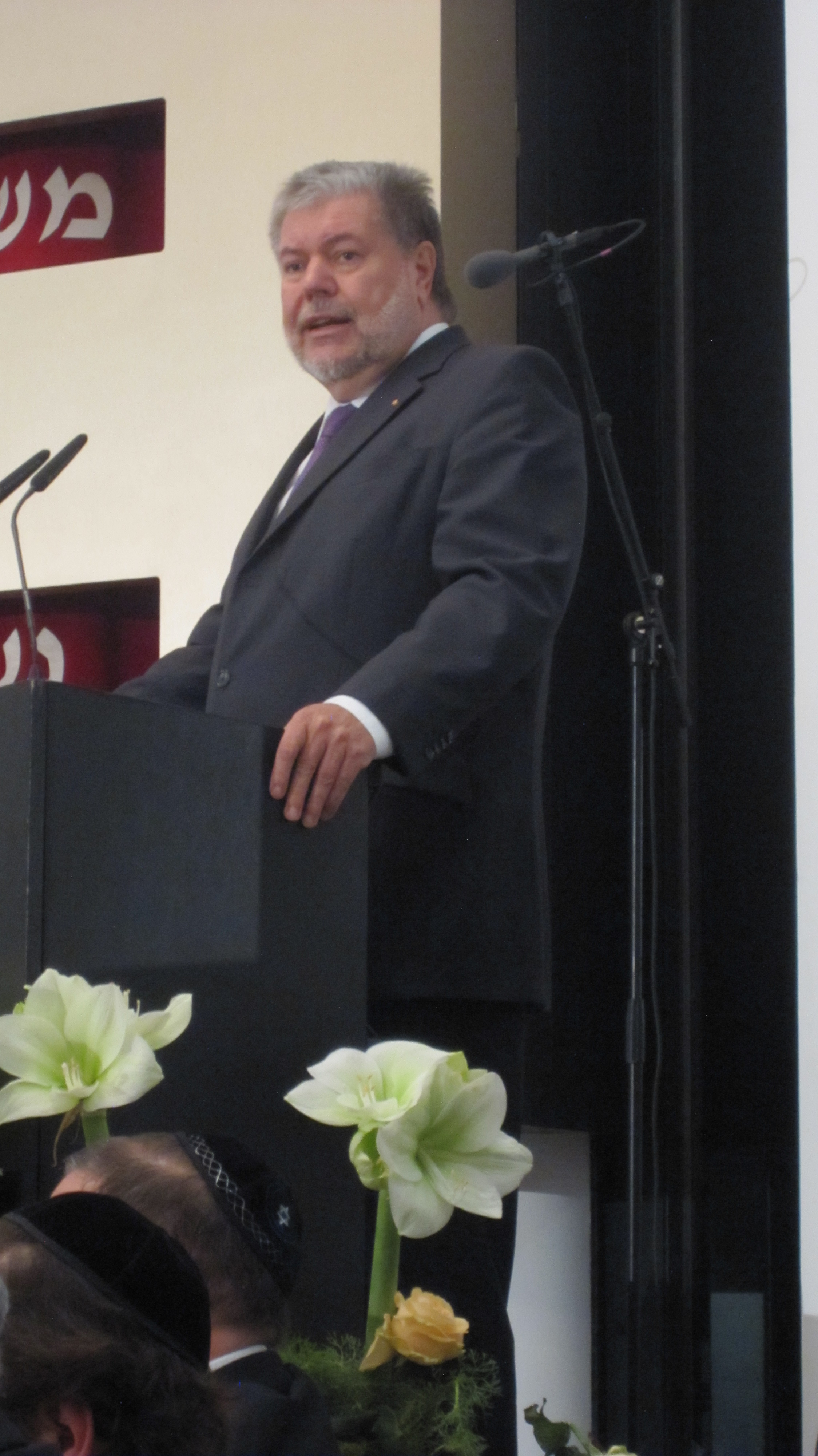
Ministerpräsident Kurt Beck
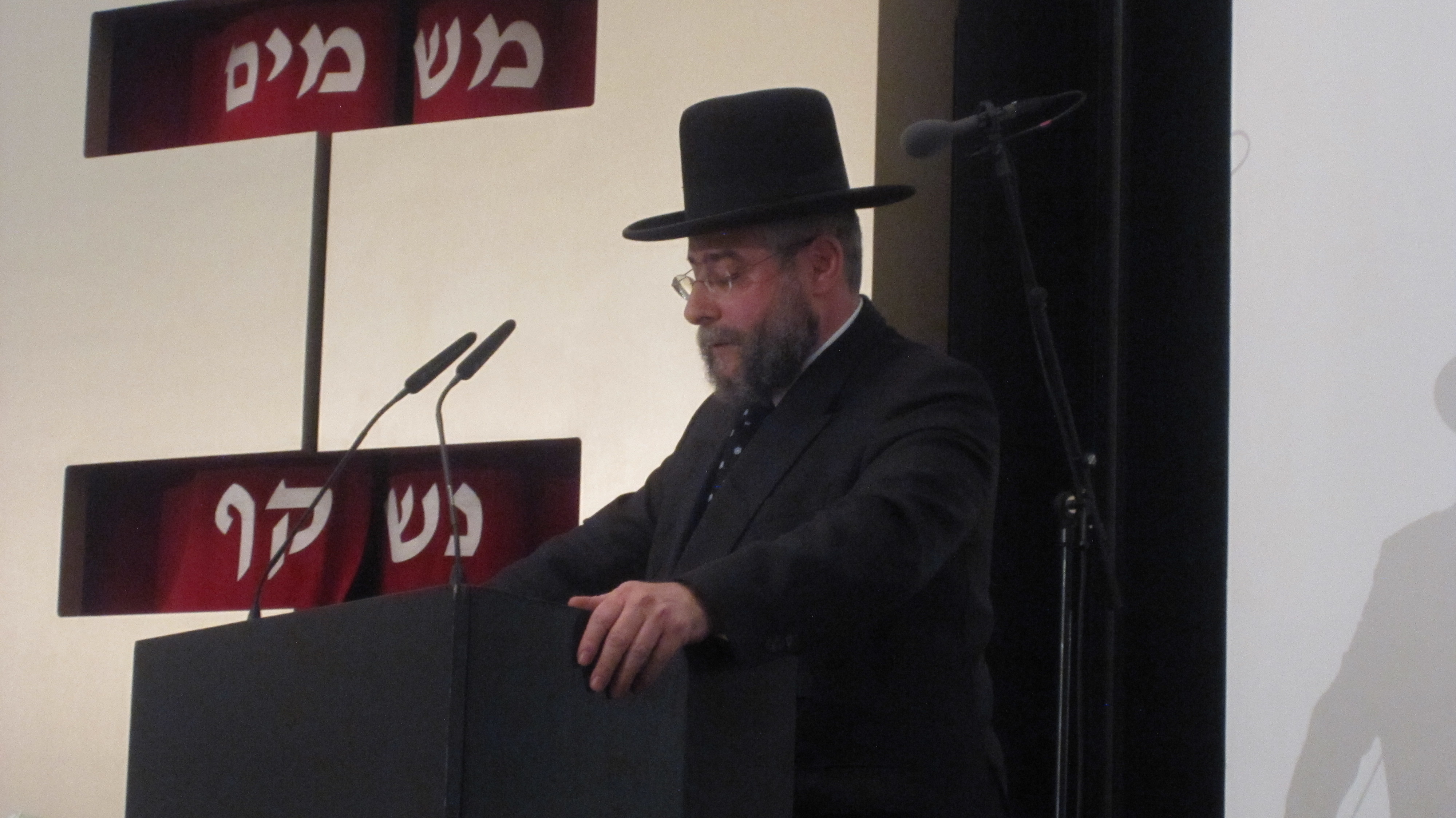
Pinchas Goldschmidt, Vorsitzender der Europäischen Rabbinerkonferenz
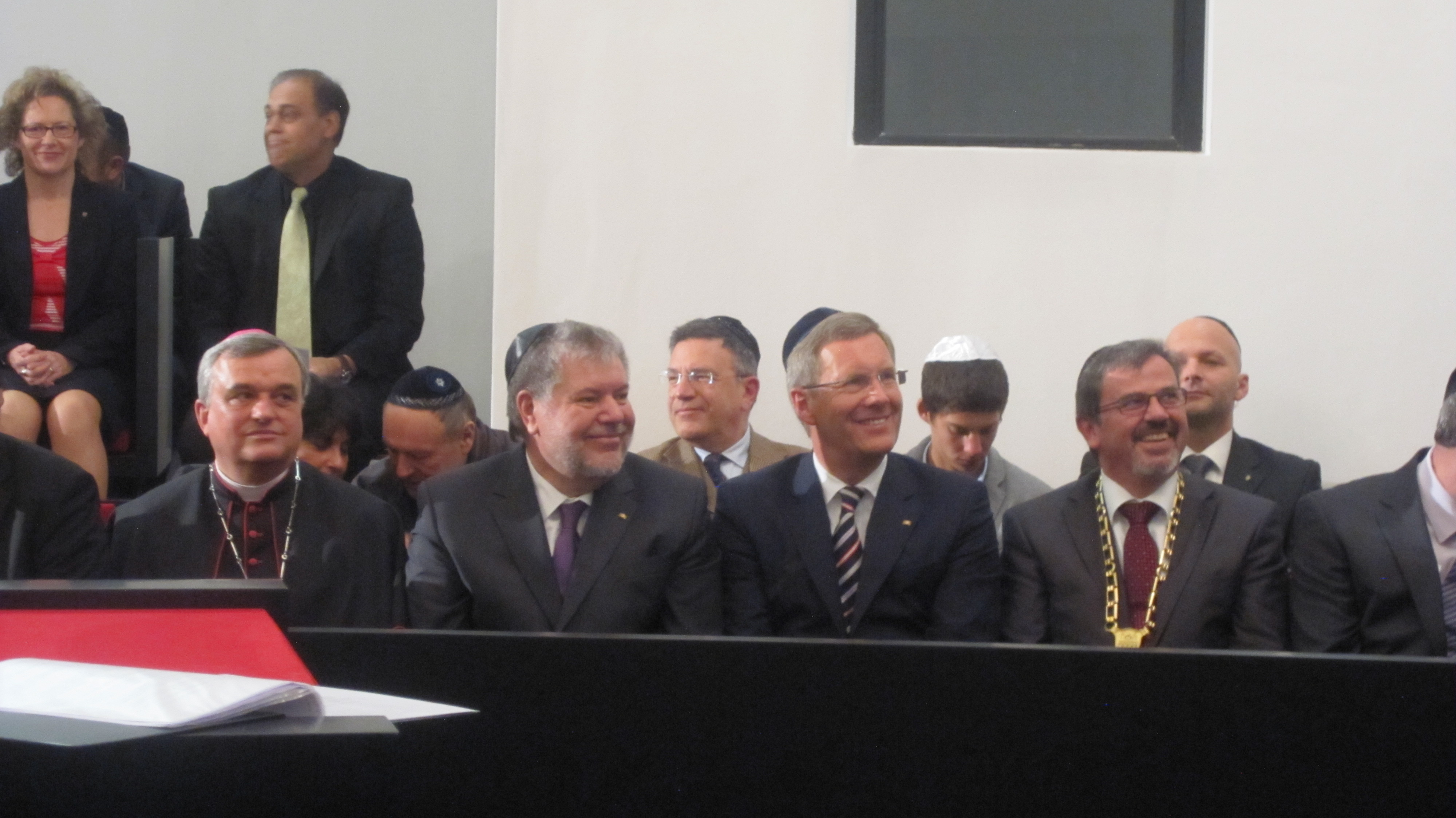
Ehrengäste (von links) Bischof Wiesemann, Kurt Beck, Christian Wulff, Hansjörg Eger
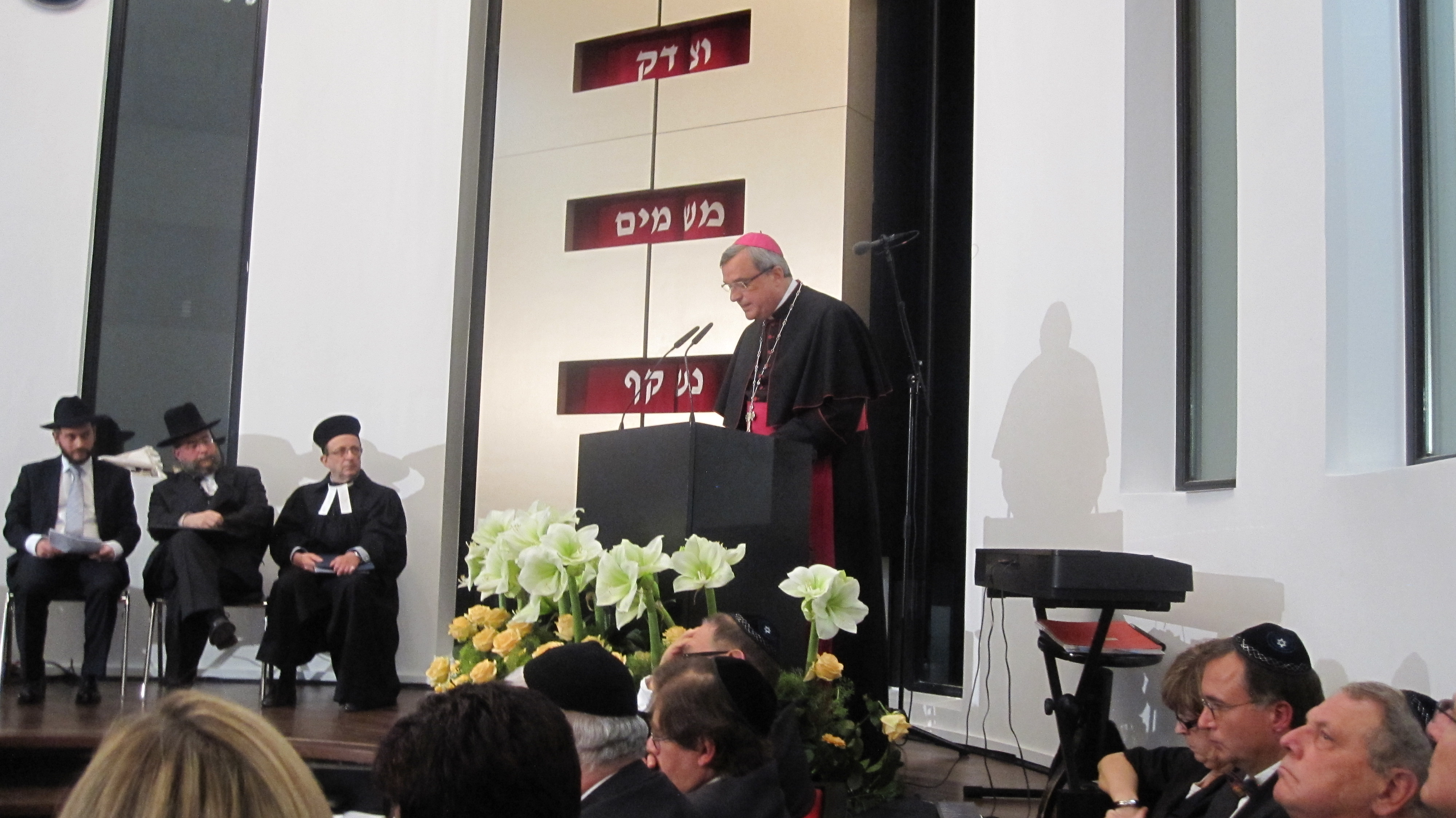
Karl-Heinz Wiesemann, Bischof von Speyer
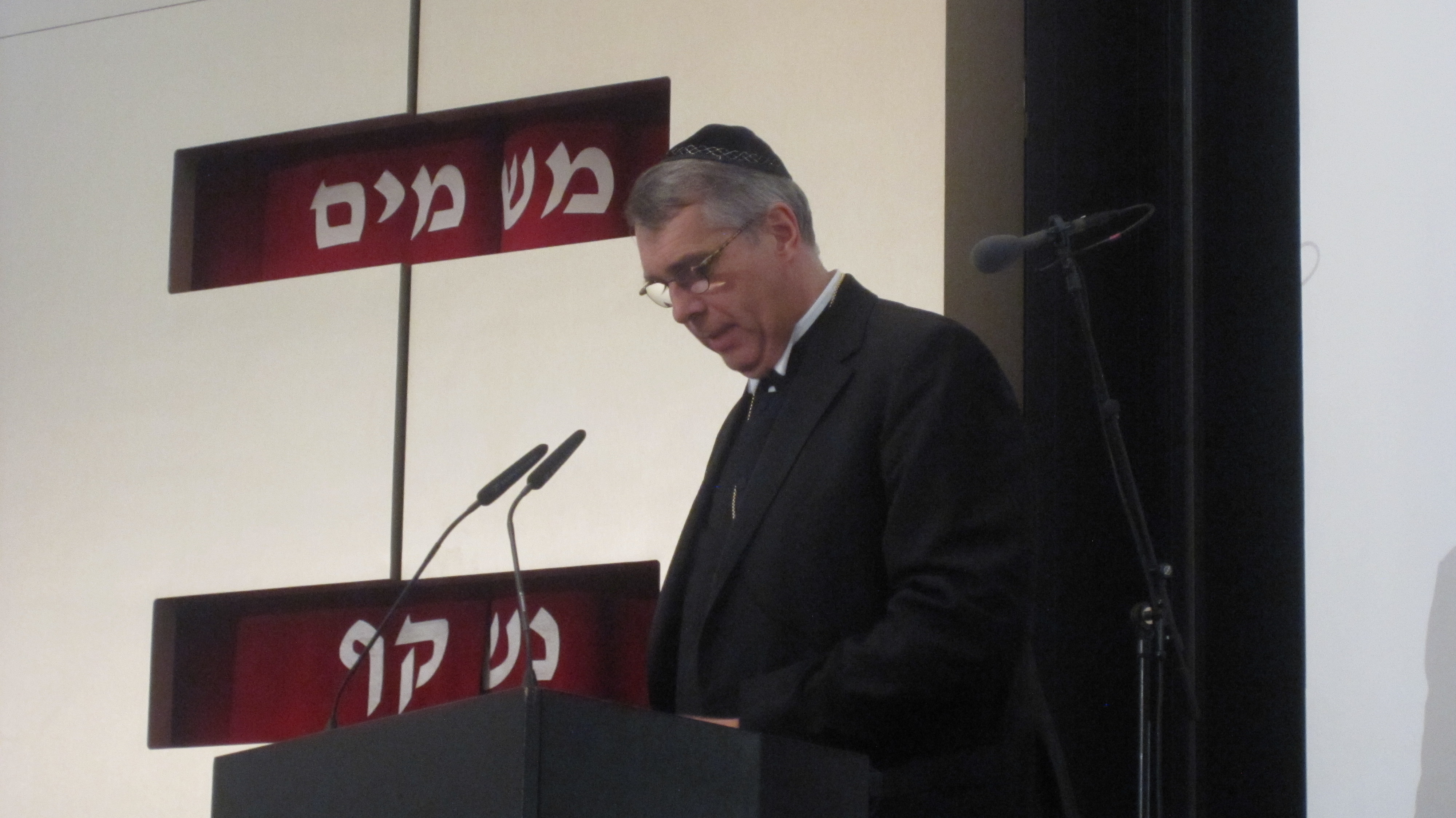
Christian Schad, Kirchenpräsident der Evangelischen Kirche der Pfalz
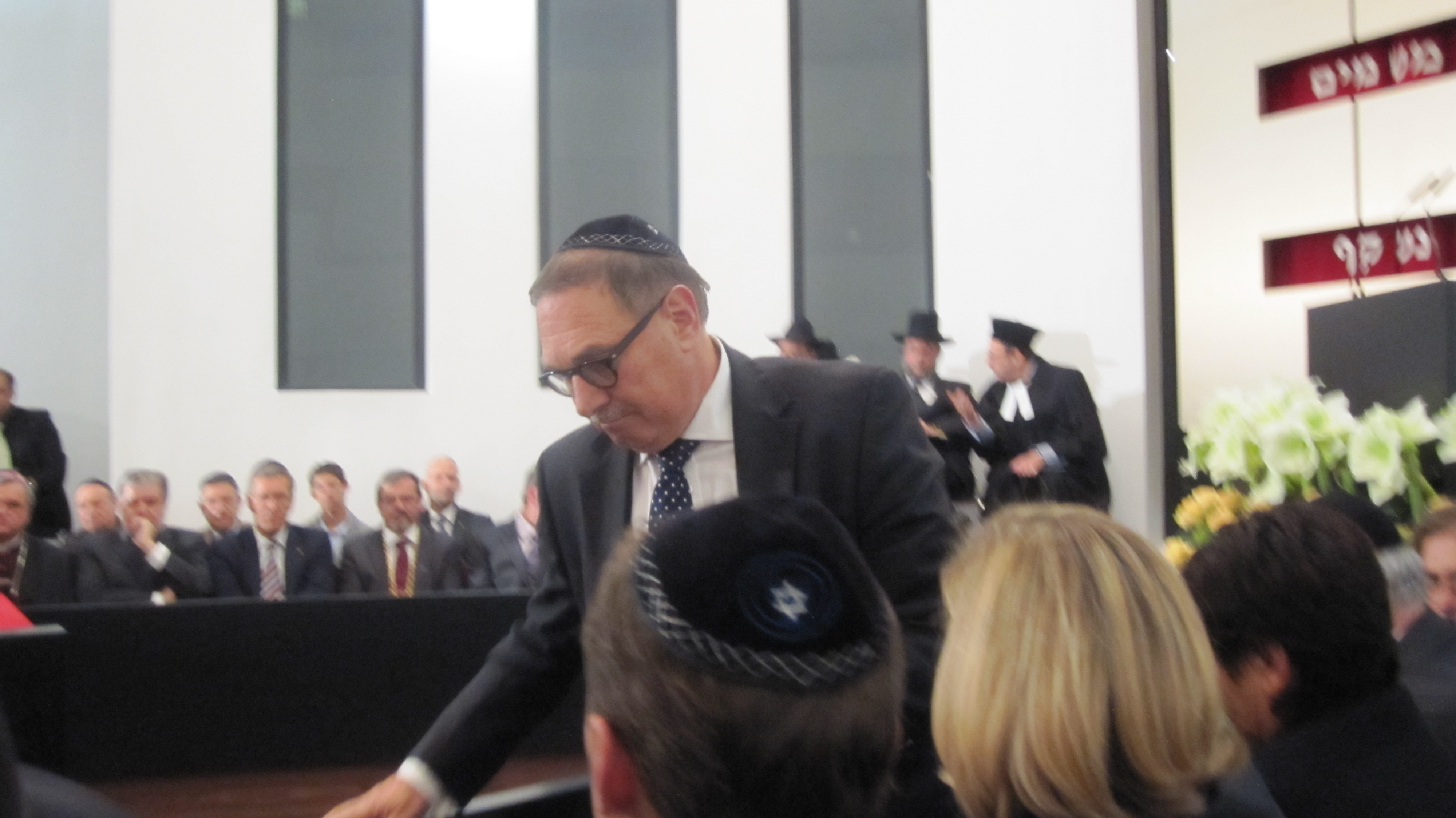
Alfred Jacoby, Architekt der Synagoge Beith-Schalom
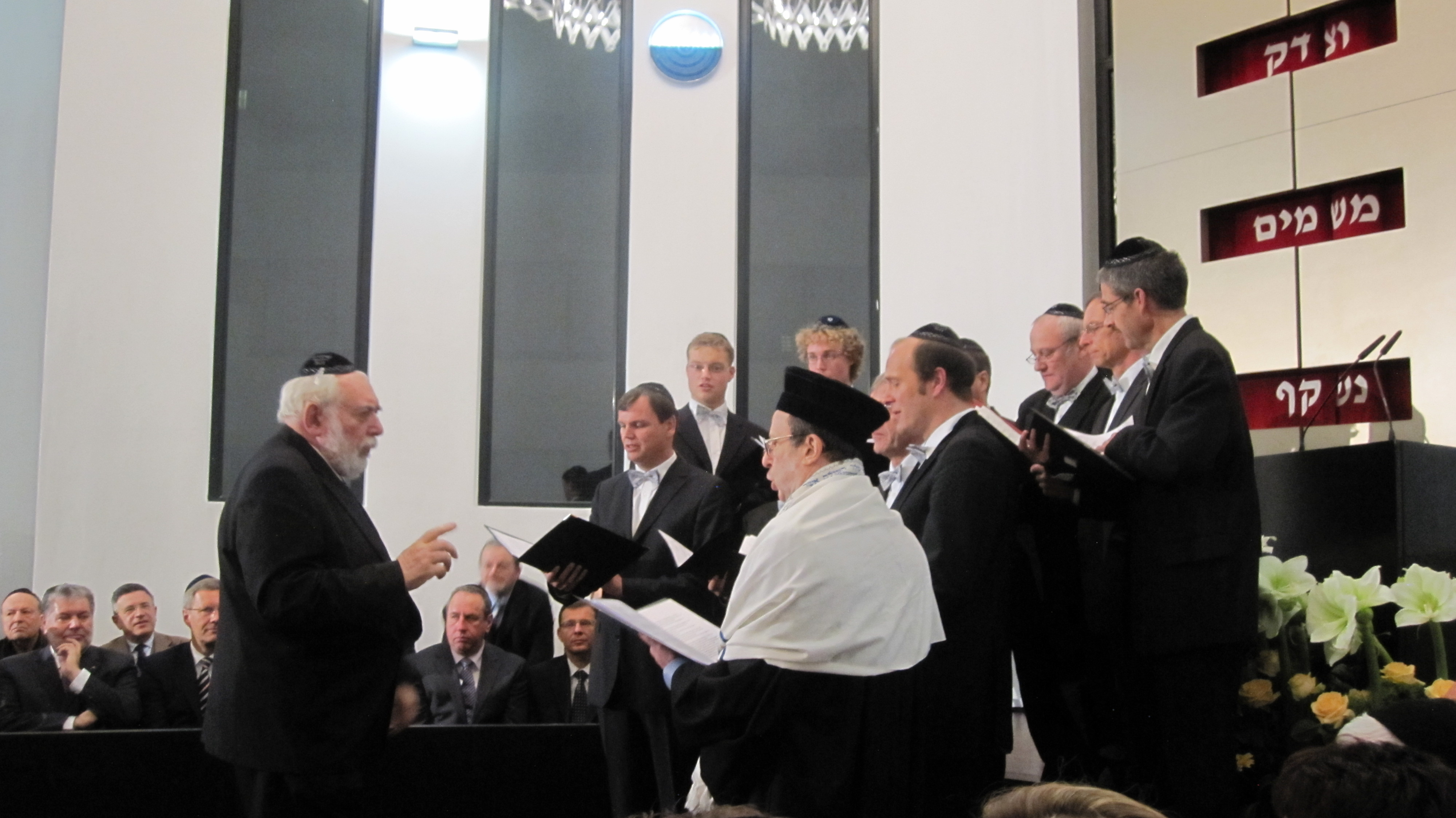
Chor während der Toraprozession
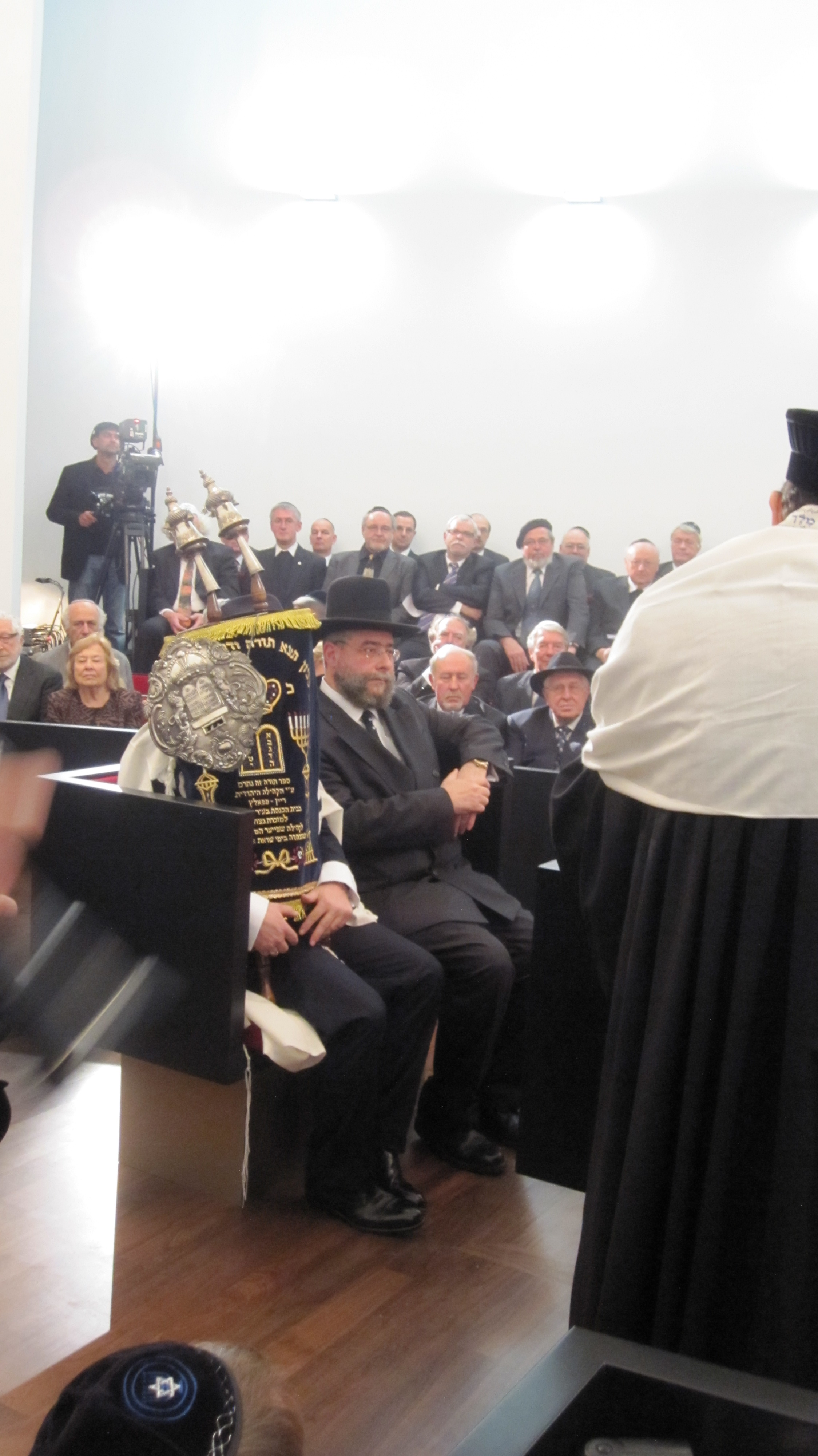
Pinchas Goldschmidt nach der Toraprozession auf der Bima im Mittelpunkt der Synagoge
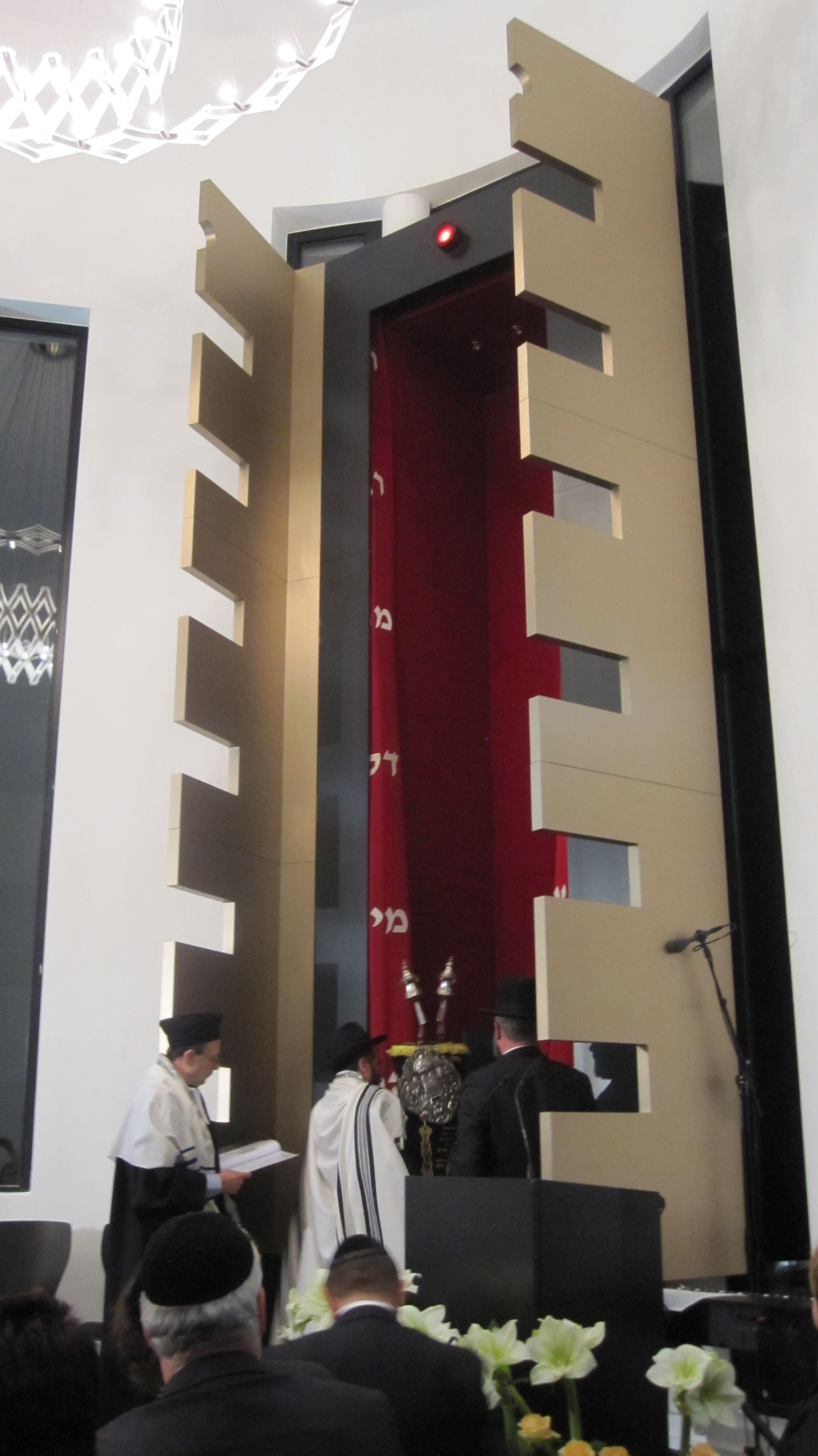
Einlegen der Tora
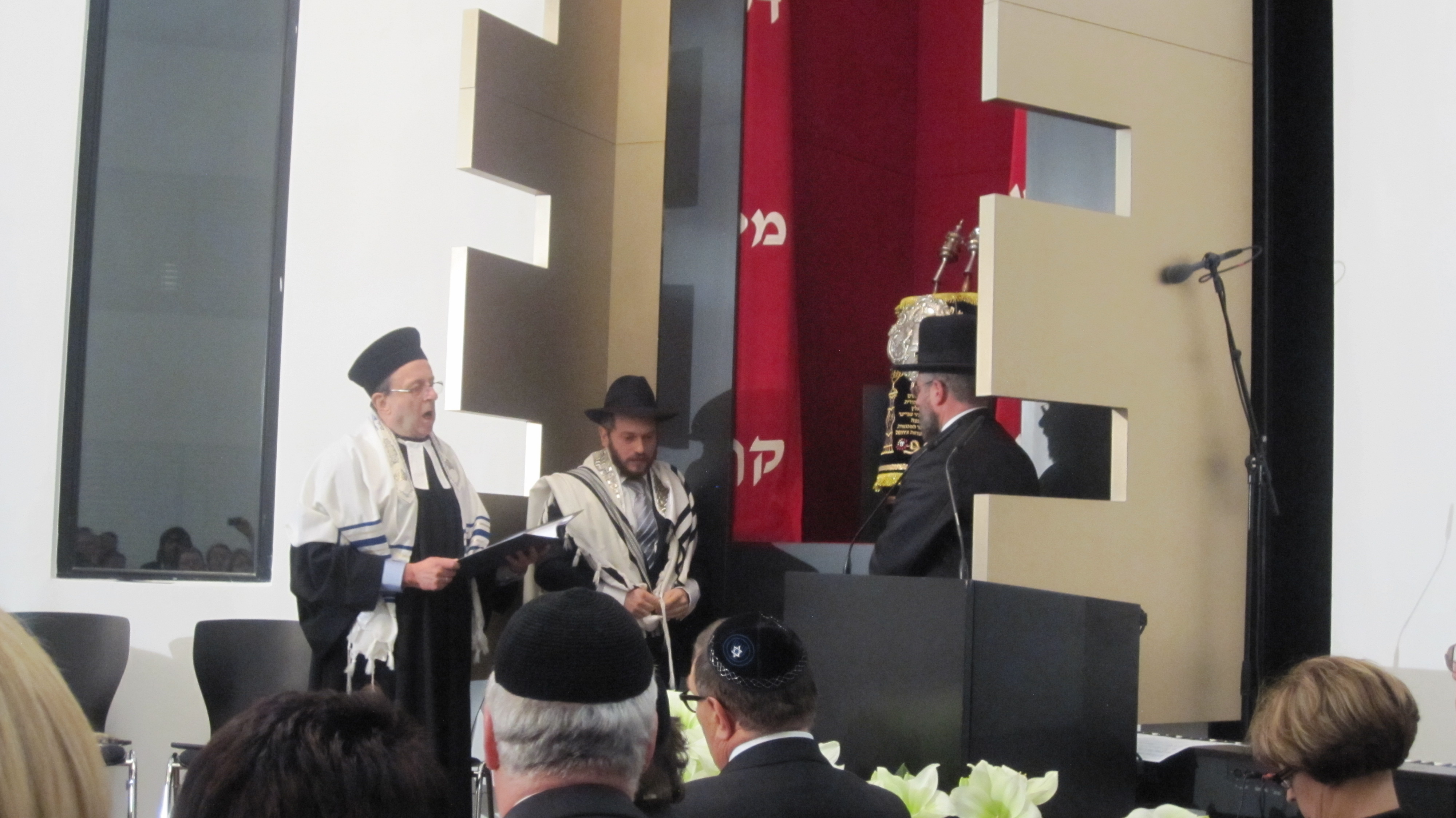
Nach dem Einlegen der Tora in den Toraschrein

## Quelle
- Die neue Speyerer Synagoge bei Alemannia Judaica